# Spielberg (Gemeinde Melk)
Spielberg ist ein Stadtteil und eine Katastralgemeinde der Stadtgemeinde Melk im Bezirk Melk in Niederösterreich.

## Geschichte
Ursprünglich gehörte Spielberg zur Herrschaft Wolfstein-Aggswald, die ein bayrisches Lehen war und an Afterlehner vergeben wurde, wozu in Spielberg auch die Kuenringer und als deren Nachfolger die Maissauer zählten. Wolfstein war auch Standort des Landgerichts der Maissauer, die es bis zu ihrer Entmachtung im Jahr 1430 führten. Danach ging Wolfstein und somit auch Spielberg an die Tursen von Tierstein, später nach mehreren Wechseln an Ludwig von Starhemberg und schließlich im Zuge der Gegenreformation zunächst provisorisch an die Stifte Göttweig und Melk, wobei das Stift Melk besonders in Spielberg durch Ankauf und Schenkung seine grundherrliche Position ausbauen konnte, auch wenn der Ort immer noch dem Landgericht Wolfstein unterstand. Laut Adressbuch von Österreich waren im Jahr 1938 in der Ortsgemeinde Spielberg ein Fuhrwerker, vier Gastwirte, ein Maler, ein Schneider, ein Schuster und ein Zimmermeister. Zudem gab es eine Bindfadenfabrik der Pielachtaler Hanfspinnerei und Sandgruben mit einigen Abbauunternehmen, darunter der Oesterr. Quarzsand-Industrie AG.